# Ignaz Bing

Ignaz Bing

Ignaz Bing (* 29. Januar 1840 in Memmelsdorf in Unterfranken; † 24. März 1918 in Nürnberg) war ein deutscher Industrieller, Geheimer Kommerzienrat und Höhlenforscher jüdischer Herkunft.

## Leben und kaufmännisches Wirken
Die Familie Bing stammte ursprünglich aus Bingen am Rhein. Ignaz Bing wurde als zweites Kind des Färbermeisters Salomon Bing und dessen Ehefrau Babette, geb. Teichmann, in Memmelsdorf geboren. Er hatte drei Geschwister: Ida (geb. 1838), Adolf (geb. 1842) und Berthold (geb. 1844). Seine Mutter starb, als Ignaz sieben Jahre alt war. Nach einer erneuten Heirat zog Salomon Bing mit seiner Familie nach Gunzenhausen um, wo er eine neue Tätigkeit im Hopfenhandel begann. Der zweiten Ehe seines Vaters entstammten sieben weitere (Halb-)Geschwister.
Ignaz Bing verließ den Ort mit vierzehn Jahren und nahm in Ansbach eine Ausbildung im dortigen kaufmännischen Lehrinstitut auf. Ein Jahr später verließ er die Schule mit einem glänzenden Zeugnis durch die Stadt Ansbach als Kaufmannsgehilfe („Commis“). Er begann ein Volontariat bei einer Bank, erweiterte seine kaufmännischen Erfahrungen in der Schuhfabrik B. Berneis in Fürth sowie in Geschäften in Aschaffenburg, Wallerstein und schließlich wieder Fürth.
Nach der schlecht bezahlten Ausbildungszeit, die seinen Charakter nachhaltig prägen sollte, arbeitete er vorübergehend im Geschäft seines Vaters. Im Alter von 24 Jahren machte er sich 1864 selbstständig und gründete mit seinem Bruder Adolf in Gunzenhausen ein Großhandelsgeschäft für textile Kurzwaren. Sein Antrag auf Aufnahme in die örtliche Casinogesellschaft wurde ihm als Jude abschlägig beschieden. Im Jahr darauf verlegte er die Firma in die fränkische Wirtschaftsmetropole Nürnberg. Mitte des 19. Jahrhunderts war die Stadt der größte Handels- und Warenumschlagplatz im Königreich Bayern.
In einem kleinen Laden in der Karolinenstraße verkauften die Brüder erfolgreich Metall- und Galanteriewaren. Begünstigt wurde ihr Aufschwung durch die neue Gewerbefreiheit, die dem Bing'schen Kleinwarenhandelshaus gegenüber der Monostruktur der übrigen Geschäfte Vorteile brachte. Zudem wurden 1866 zahlreiche preußische und mecklenburgische Soldaten einquartiert, die einen nicht unerheblichen Teil ihres Solds bei den Brüdern Bing ausgaben. Nach drei Jahren musste bereits ein größerer Laden angemietet werden, der nun auf Metallwaren spezialisiert war.
1869 heiratete Ignaz Bing Ida Ottenstein (geb. 14. November 1844 in Bamberg; gest. 26. Februar 1919 in Nürnberg), die Tochter eines jüdischen Lehrers. Mit ihr hatte er acht Kinder: Fritz (1870–1876), Max (1872–1872), Bertha (Betty) (1873–?), Frieda (1875–1942; im Vernichtungslager Treblinka ermordet), Anna (1877–1925), Siegmund (1878–1961; gest. in London), Stefan (1880–1940; gest. in England), Marie (1886–1976; gest. in England).
Der Umstand, dass sein Bruder Adolf eine wirtschaftlich vorteilhafte Ehe einging, verhalf dem Geschäft zu Kapital und weiterem Wachstum. Nach dem Deutsch-Französischen Krieg von 1870/71 partizipierte die Firma am allgemeinen Aufschwung. Auch in der folgenden Wirtschaftskrise des Jahres 1873 expandierte sie. Bing ließ die neu eingeführten Einheitsmaße und -gewichte bis 1882 von Nürnberger Heimwerkern für seine Firma fertigen.
Ignaz Bing war Mitglied des Aufsichtsrats des Nürnberger Gewerbemuseums, das die dortige Landesausstellung für Gewerbe und Industrie im Jahr 1882 vorbereitete. Als Aussteller mit dem größten Sortiment erhielt seine Firma die goldene Staatsmedaille des Königreichs Bayern. In jenem Jahr gründete er mit seinem Bruder Adolf die Nürnberger Metallwarenfabrik Gebrüder Bing in der Scheurlstraße. 220 Arbeiter produzierten dort Haushalts- und Küchenartikel sowie Blechspielzeug. Bald entstanden weitere Werke in der Blumenstraße, in Gleißhammer und im sächsischen Grünhain. Zudem vertrieb die Firma weiterhin Spielwaren anderer Hersteller aus Nürnberg und Fürth. Während Adolf sich allmählich auf die Rolle des Teilhabers beschränkte, übernahm Ignaz die Führung des Unternehmens. Anlässlich des 25-jährigen Geschäftsjubiläums wurde er  zum königlich-bayerischen Kommerzienrat ernannt. 

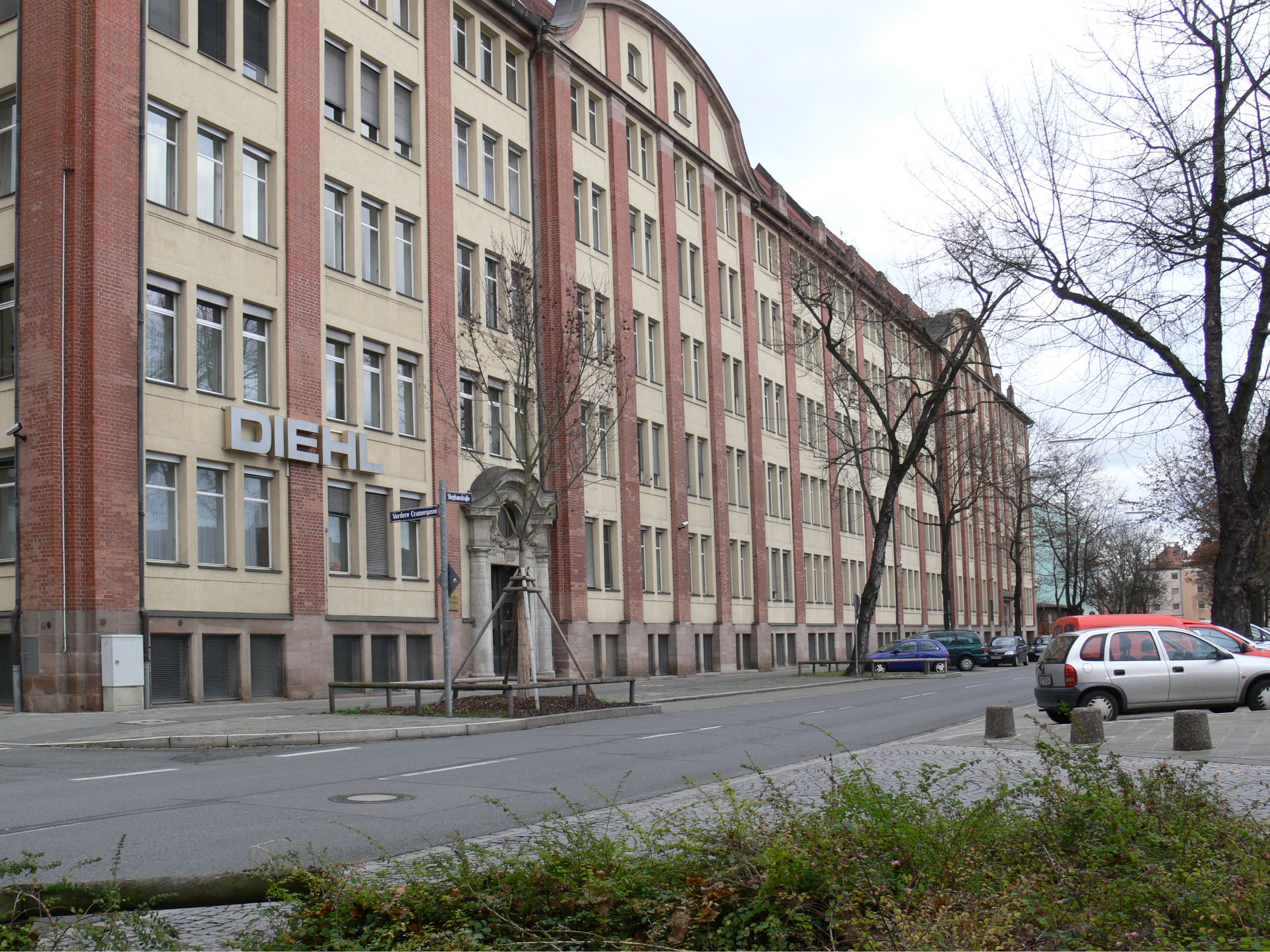
Das Fabrikgebäude von Bing in der Nürnberger Stephanstraße, heute Hauptverwaltung der Firma Diehl

Bald wurden Artikel der Firma Bing über die deutschen Grenzen hinaus in viele Regionen der Welt geliefert. Besonders die Massenartikel für den täglichen Gebrauch fanden auch in Nord- und Südamerika, Südafrika und den britischen Kolonien guten Absatz. Kataloge mit farbigen Abbildungen wurden auch in englischer, französischer und italienischer Sprache publiziert. 1893 wurden die umfangreichen Kollektionen auf der Weltausstellung von Chicago präsentiert, vier Jahre später sorgten sie auf der Weltausstellung von Paris für Aufsehen. Die Firma nahm in der Spielwarenherstellung nun weltweit den ersten Platz ein und hatte Anteil daran, dass um die Jahrhundertwende Nürnberg Bayerns wichtigste Handelsstadt war.
Im Ersten Weltkrieg gingen die überseeischen Absatzgebiete plötzlich und vollständig verloren, die Filialbetriebe im Ausland wurden beschlagnahmt. Bing produzierte nun Stahlhelme und Militärkochgeschirre, aber auch Handgranaten und andere Waffen. Kurz vor Kriegsende wurde die Produktion erneut umgestellt. Küchenwaren und Büroartikel fanden großen Absatz, auch Badeöfen und Eisschränke wurden gebaut.
Am 24. März 1918 starb Ignaz Bing. Die Betriebe des Unternehmers, der sozialen Fragen aufgeschlossen gegenüberstand, wurden nicht einen Tag bestreikt. Das von ihm geschulte Verkaufspersonal, genannt „Bingkaufleute“, hatte ein hohes Maß an Handlungsfreiheit. Leitenden Angestellten gestattete er Kapitalbeteiligungen, in Bezug auf Lohnfragen galt er als gerecht. Seine Fähigkeit, glänzend zu delegieren, ließ ihm Zeit für persönliche Neigungen. Als Mitglied der Nationalliberalen Partei gehörte er dem Magistrat der Stadt Nürnberg an. 1917 diktierte er seiner Sekretärin seine Memoiren, die unter dem Titel Aus meinem Leben als Buch erschienen. Sein jüngster Sohn Stefan übernahm nach seinem Tod 1919 die Leitung der Bing Werke AG.

## Streitberg und die Binghöhle
Den Luftkurort Streitberg im Wiesenttal besuchte Bing vermutlich erstmals in den 1860er Jahren, in der Folge kehrte er immer wieder in die Fränkische Schweiz zurück. Kurz vor der Jahrhundertwende erwarb er ein Grundstück am Rand des Streitberger Dorfplatzes und ließ das dortige Gebäude, das er „Villa Marie“ nannte, ausbauen. Streitberg wurde für ihn eine zweite Heimat, deren Kinder er alljährlich zu Weihnachten mit Gebäck und Spielwaren beschenkte. Zu seinem Anwesen ließ er eine Wasserleitung legen und als Gegenleistung für die Wasserentnahme im Ort einen Brunnen errichten. Auf ähnliche Weise erhielt Streitberg 1903 eine elektrische Straßenbeleuchtung. 1904 spendete er einen runden Pavillon über dem Eingang des Schauertals (Prinz-Rupprecht-Pavillon), zwölf Jahre später eine Feuerwehrleiter.
Auf der Suche nach prähistorischen Artefakten entdeckte er 1905 eine Tropfsteinhöhle. Er kaufte das Grundstück am Höhleneingang, ließ die Höhle erforschen und touristisch erschließen. Im Februar 1906 ließ er eine erste Broschüre und Postkarten mit Höhlenmotiven drucken. Bereits in jenem Jahr wurde die Binghöhle von mehr als 7000 Menschen besucht. Anfang Januar 1908 ging die elektrische Beleuchtung in Betrieb, im Februar wurde Bing Ehrenmitglied des Fränkische-Schweiz-Vereins.